# Cornelis Arie Hartog
Cornelis Arie Hartog (Den Haag, 14 november 1910 - Vught, 5 september 1944) was een Nederlands verzetsstrijder tijdens de Tweede Wereldoorlog.
Als zoon van Kornelis Marinus Hartog (1872-1926) en Antje Smit (1874-1941) was Cornelis Hartog directeur van een groot importbedrijf. Tijdens de oorlog was hij de koerier van Van der Weijden, een belangrijke man binnen de Secret Service, maar raakte hij ook betrokken bij PBC. Toen de leden van PBC door infiltratie en verraad in Amsterdam werden gearresteerd, werd Cornelis Hartog vermoedelijk ook opgepakt en naar Kamp Vught gebracht. Op 5 september werd hij aldaar op 33-jarige leeftijd omgebracht tijdens de Deppner-executies.